# 長春中医薬大学
長春中医薬大学（ちょうしゅんちゅういやくだいがく、英: Changchun University of Chinese Medicine）は、1950年に創立した中国吉林省唯一の漢方医学専門大学。教育内容は漢方医学と漢方薬学両方中心で、大学院も設置している。

## 概要
漢方医学院、漢方薬学院、漢方医学大学院（修士、博士課程）、漢方薬学大学院（修士、博士課程）、針灸学院、針灸学大学院（修士課程）、看護学院、公衆衛生健康管理学院、成人教育学院など10の学院（日本の学部に相当）を擁し、漢方古文学、歴史学、漢方医学、現代医療管理学など十数の学系、15の専攻科を置く。また10数の臨床教学医院も省内に置いている。
在校生約7,618人（2004年時）、うち全日制学部学生4,784人、大学院生457人。大韓民国、日本、アメリカ合衆国、ロシアなどから300名が留学している。

## 沿革

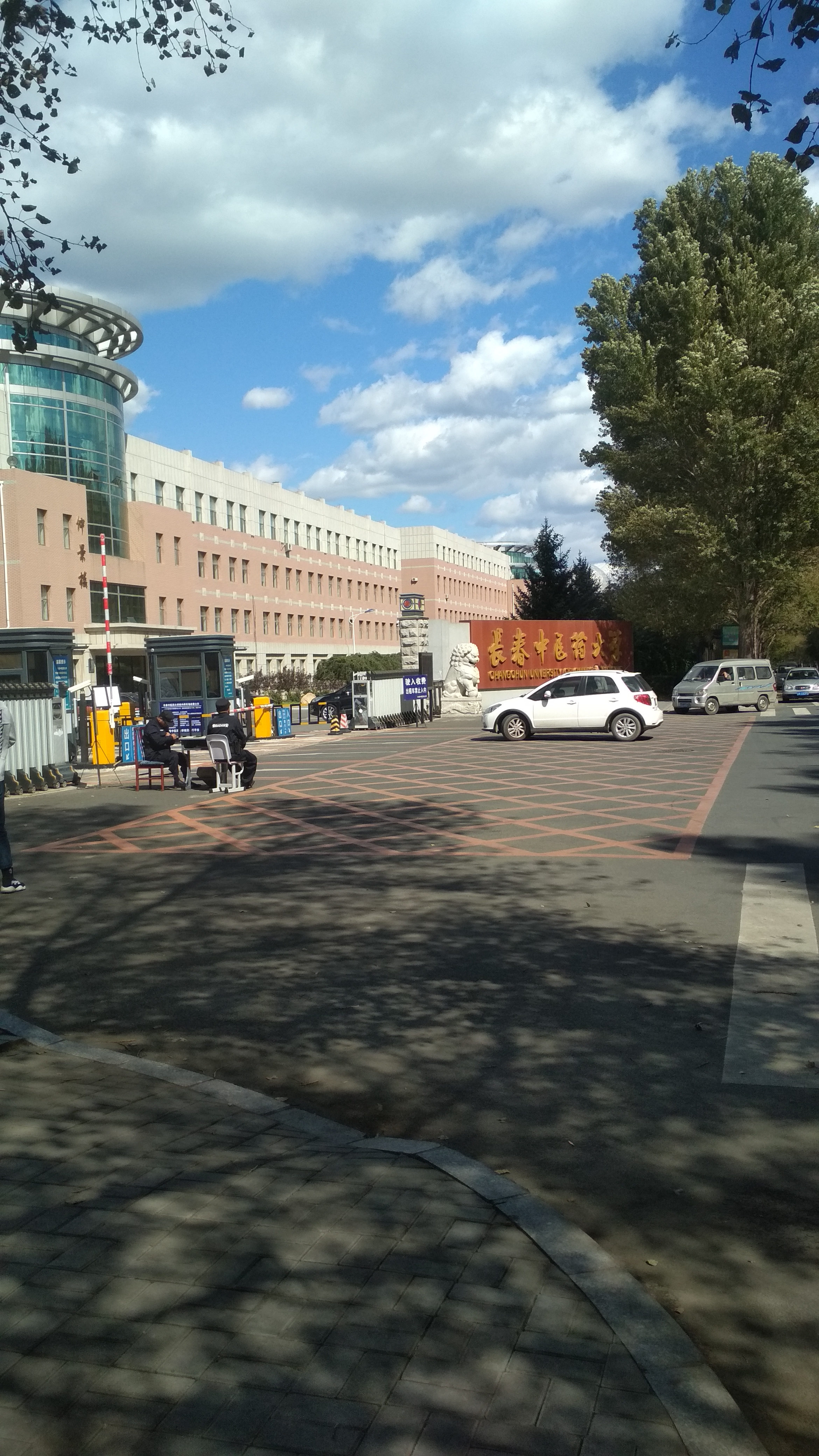
長春中医薬大学校門

- 1950年　長春漢方医専修学校として創立
- 1958年　長春中医学院と改名
- 1962年　吉林省衛生幹部学校を編入
- 2000年　吉林省職業医科大学を編入
- 2006年　長春中医薬大学と改名

## 学部
- 臨床医学院
- 薬学院
- 鍼灸推拿学院
- 看護学院
- 人文管理学院

## 付属病院
- 長春中医薬大学付属医院（吉林省中医院）
- 長春中医薬大学第二付属医院
- 長春中医薬大学付属第三臨床医院

## 対外関係

### 日本における協定校
- 東京薬科大学
- 新潟薬科大学
- 鈴鹿医療科学大学
- 東京福祉大学
- 鹿児島女子短期大学
- 学校法人後藤学園

東京衛生学園専門学校、神奈川衛生学園専門学校

## その他
- 留学生はHSKが基準に達してない場合は予備クラスに入学が可能である。